# Траведона Монате
Траведо̀на Мона̀те (на италиански: Travedona Monate; на ломбардски: Traveduna Monàa, Траведуна Монаа) е община в Северна Италия, провинция Варезе, регион Ломбардия. Административен център на общината е село Траведона (на италиански: Travedona), което е разположено на 273 m надморска височина. Другото селище в общината, Монате (на италиански: Monate), се намира на северния бряг на езеро Лаго ди Монате. Населението на общината е 4063 души (към 2017 г.).